# Schoppen

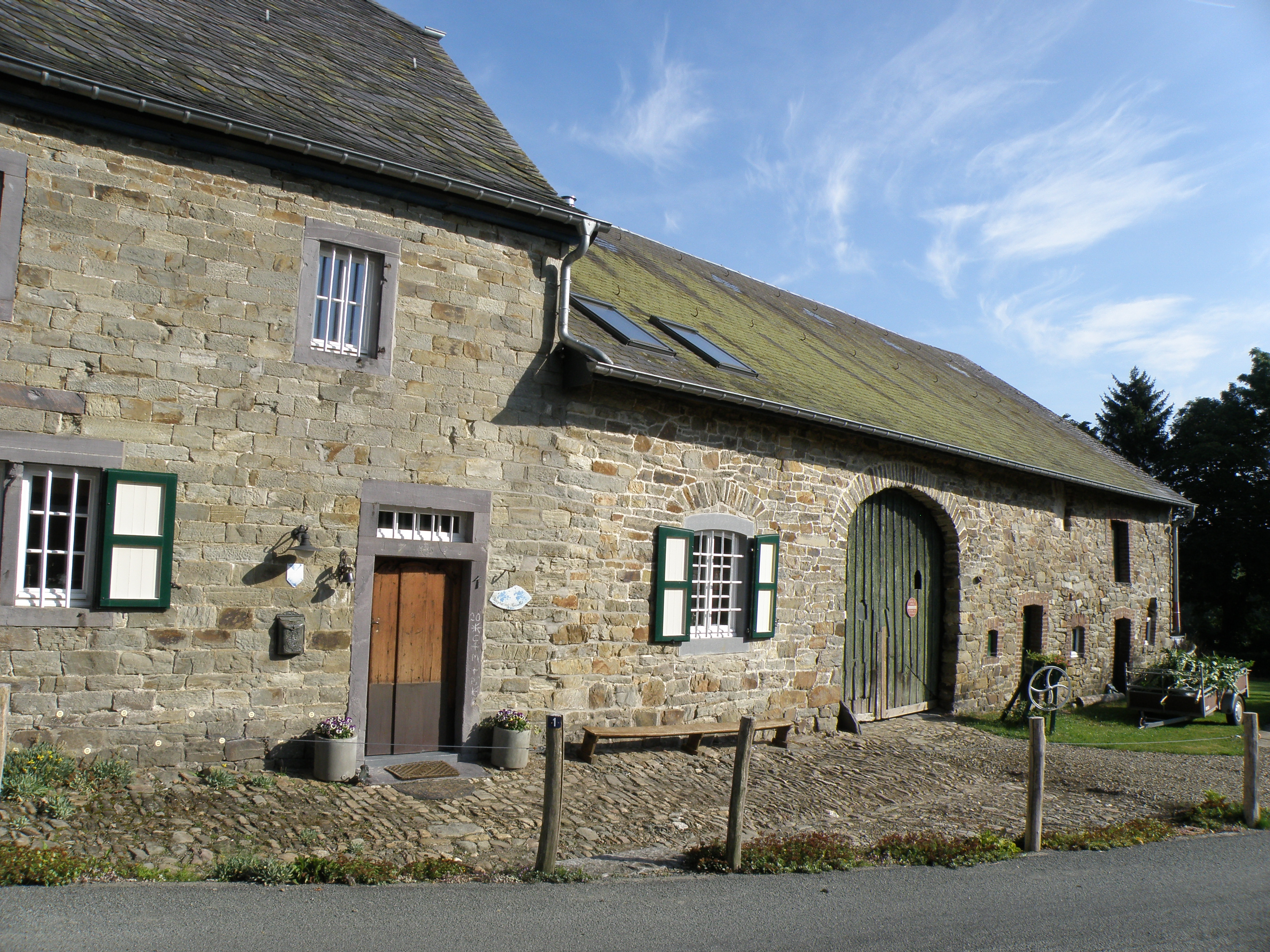

Schoppen est un village de Belgique, situé dans les Cantons de l'Est dans la commune d'Amblève.
Karl-Heinz Lambertz, ministre-président de la Communauté germanophone de Belgique, y est né en 1952.